# Vienau
Vienau este o comună din landul Saxonia-Anhalt, Germania.